# Longqi (Tainan)
Longqi (chinesisch 龍崎區, Pinyin Lóngqí Qū, Tongyong Pinyin Lóngcí Cyu, W.-G. Lung2-ch'i2 Ch'ü1, Pe̍h-ōe-jī Liông-kiā-khu) ist ein Bezirk der regierungsunmittelbaren Stadt Tainan im Südwesten der Republik China auf Taiwan. Der Bezirk selbst verwendet die Umschrift Longci (Tongyong Pinyin).

## Lage und Beschreibung
Longqi liegt an der südlichen Stadtgrenze von Tainan im Bereich des hügeligen Terrains der Alishan-Gebirges. Die Nachbarbezirke sind Guanmiao im Westen, Xinhua im Norden und Zuozhen im Nordosten. Im Süden und Südosten grenzt Longqi an das Stadtgebiet von Kaohsiung (Bezirke Neimen und Tianliao). Die mittlere Höhe über dem Meeresspiegel variiert zwischen 80 und 352 Metern und nimmt allgemein von Westen in Richtung Osten zu. Höchste Erhebung ist der Chuanfan (船帆 – „Schiffssegel“) im Ortsteil Longchuan. Die Böden in Lonqui sind stark durch natürliche Erosion geprägt, nährstoffarm, haben eine geringe Wasserbindungskapazität und sind für die intensivere landwirtschaftliche Nutzung nicht geeignet. Dominierende Vegetationsform ist der Bergwald. An einigen Stellen gibt es sogenannte Badlands.

## Geschichte
Ein früherer Name von Longqi ist Fanshe, der sich von einer Siraya-Siedlung im Bereich der heutigen Ortsteile Niupu und Daping ableitet. Ab dem 18. Jahrhundert und während der Zeit der Qing-Herrschaft über Taiwan begannen zunehmend Han-Chinesen in die Gegend einzuwandern und verdrängten nach und nach die indigene Bevölkerung. Während der japanischen Herrschaft (1895–1945) wurde 1919 das Dorf (庄,  Zhuāng) Longqi (in japanischer Lesart: Ryusaki) durch Zusammenschluss von Longchuan (龍船) mit Qiding (崎頂) gebildet und dies blieb seitdem der Ortsname. Nach der Übernahme Taiwans durch die Republik China im Jahr 1945 wurde Longqi zu einer Landgemeinde (鄉,  Xiāng) im neu gebildeten Landkreis Tainan. Am 25. Dezember 2014 wurde der Landkreis aufgelöst und vollständig in die Stadt Tainan eingegliedert. Longqi erhielt danach den Status eines Stadtbezirks (區,  Qū).

## Bevölkerung
In Bezug auf die Bevölkerungszahl ist Longqi der kleinste unter allen 37 Stadtdistrikten Tainans (Stand 2024). Nach 1945 stieg die Bevölkerungszahl zunächst an und erreichte ein Maximum von 9175 Einwohnern im Jahr 1969. Danach fiel die Einwohnerzahl bedingt durch Abwanderung kontinuierlich ab. Die Bewohnerschaft ist durch Überalterung gekennzeichnet. Viele jüngere Einwohner wanderten in der Vergangenheit in die Nachbarbezirke Gueiren and Guanmiao ab, wo es in den dortigen Rattan-Fabriken attraktivere Arbeitsmöglichkeiten gab. Der Anteil von Angehörigen indigener Völker in Longqi liegt bei annähernd 0 Prozent.
| Gliederung Lonqis |
|                   |

## Verwaltungsgliederung
Longqi ist in 8 Ortsteile (里,  Lǐ) gegliedert.
1. Tuqi (土崎里)

2. Qiding (崎頂里)

3. Zhongkeng (中坑里)

4. Nankeng (楠坑里)

5. Daping (大坪里)

6. Niupu (牛埔里)

7. Longchuan (龍船里)

8. Shicao (石曹里)

## Verkehr
Am westlichen Rand des Distrikts streift die in Nord-Süd-Richtung verlaufende Nationalstraße 3 (Autobahn) den Distrikt. Von dieser zweigt die Kreisstraße 182 ab, die in ostsüdöstlicher Richtung quer durch Longqi führt.

## Landwirtschaft
In Longqi gibt es etwa 940 ha Ackerland, darunter 4 ha Nassreisfelder und 934 ha im Hügelland. Ungefähr 4690 Hektar sind Waldgebiet. Mehr als 90 % der Bezirksfläche sind geschützte Hänge und Wälder. Es gibt Bestrebungen, die Forstwirtschaft stärker auszubauen.
Die hauptsächlichen Agrarprodukte sind Bambussprossen, Ananas und Longan (letztere vor allem in Daling).

## Besonderheiten und touristische Ziele
Die Hauptsehenswürdigkeiten liegen im Bereich der Natur. Im Niupu-Naturlehrpark (牛埔泥岩水土保持教學園區 – „Niupu-Mudstone-Boden-und-Wasser-Naturlehrpark“) kann die Natur Longqis besichtigt werden.

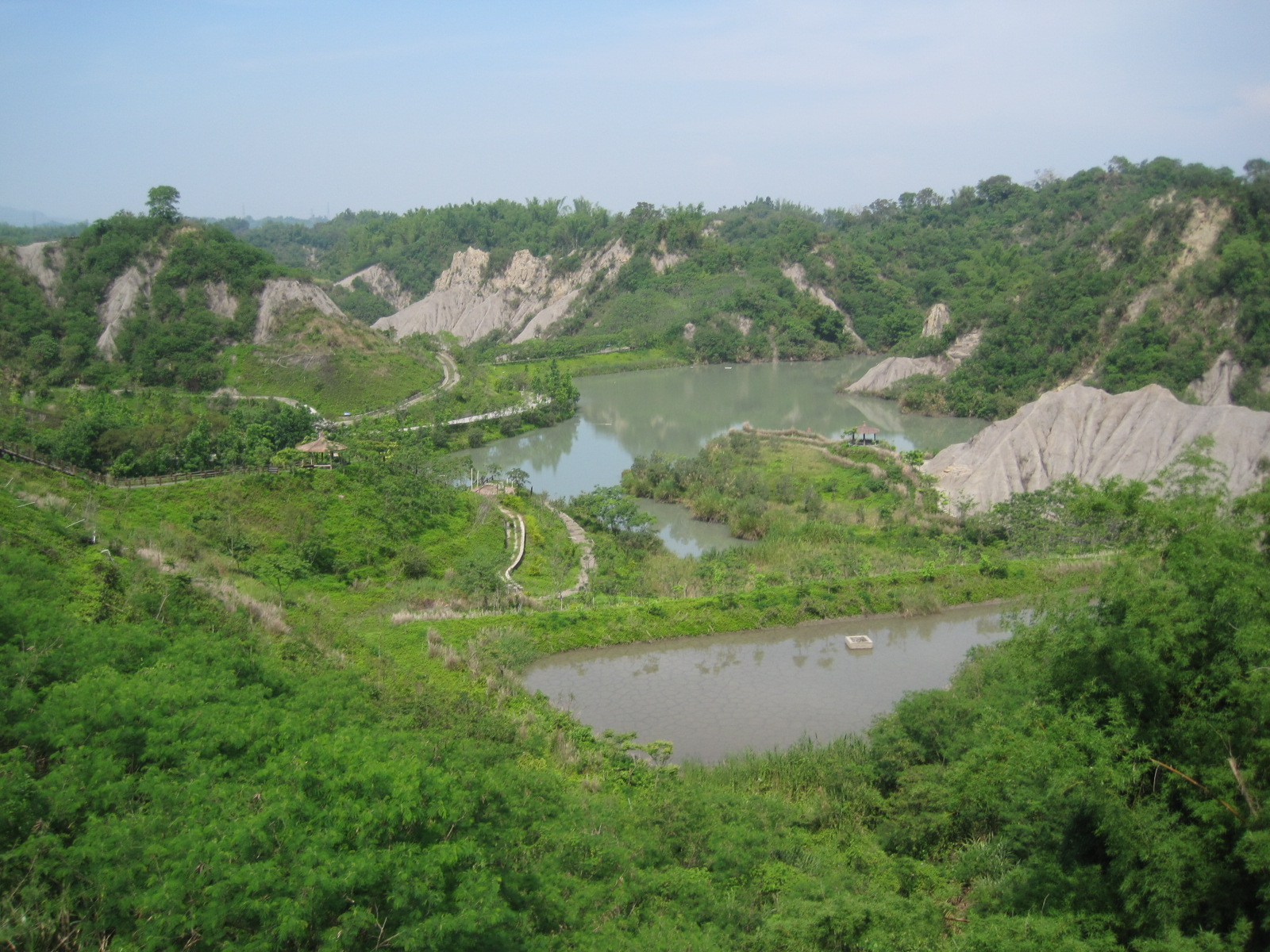
Verwitterungszonen und Badlands im Niupu-Naturlehrpark
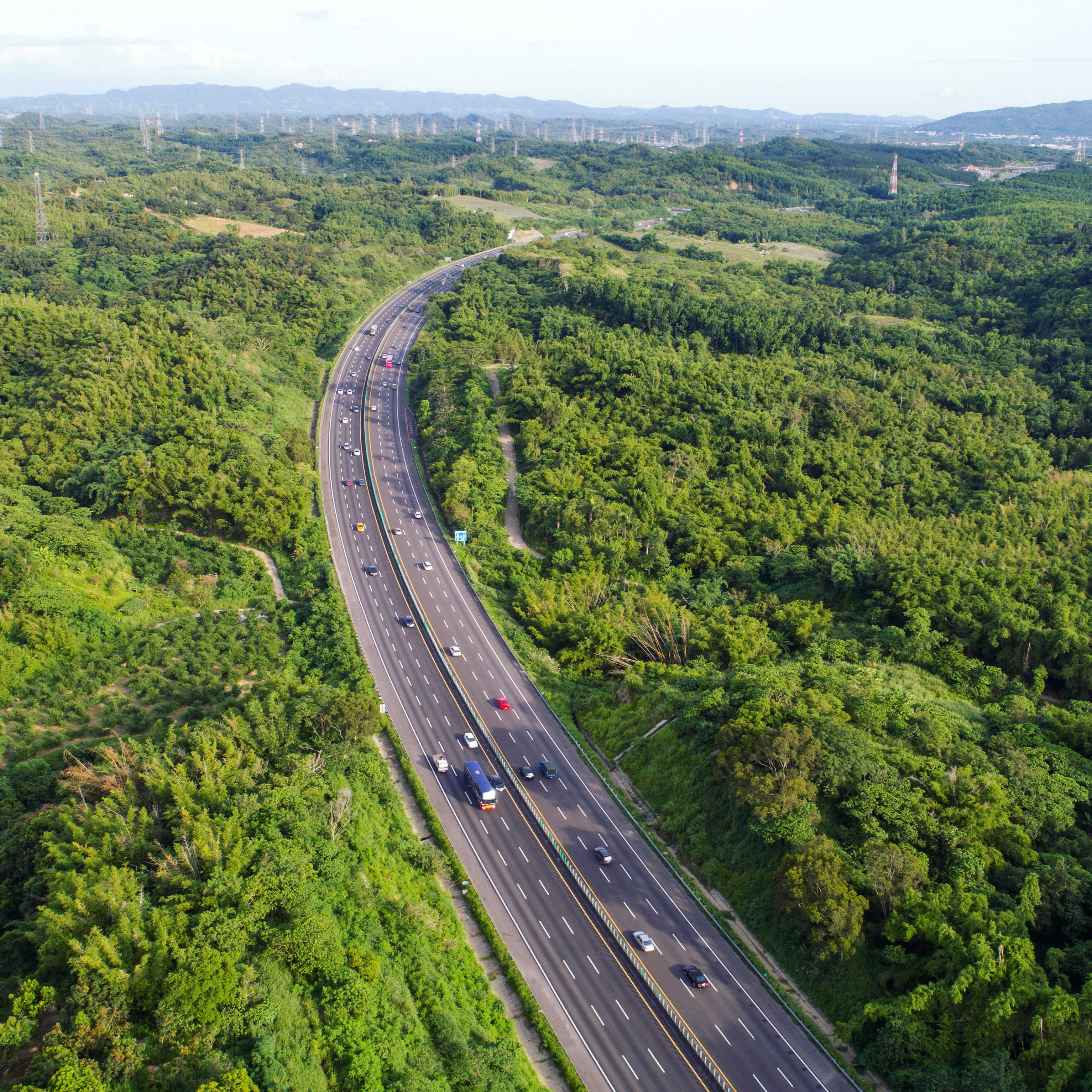
Nationalstraße 3 in Longqi
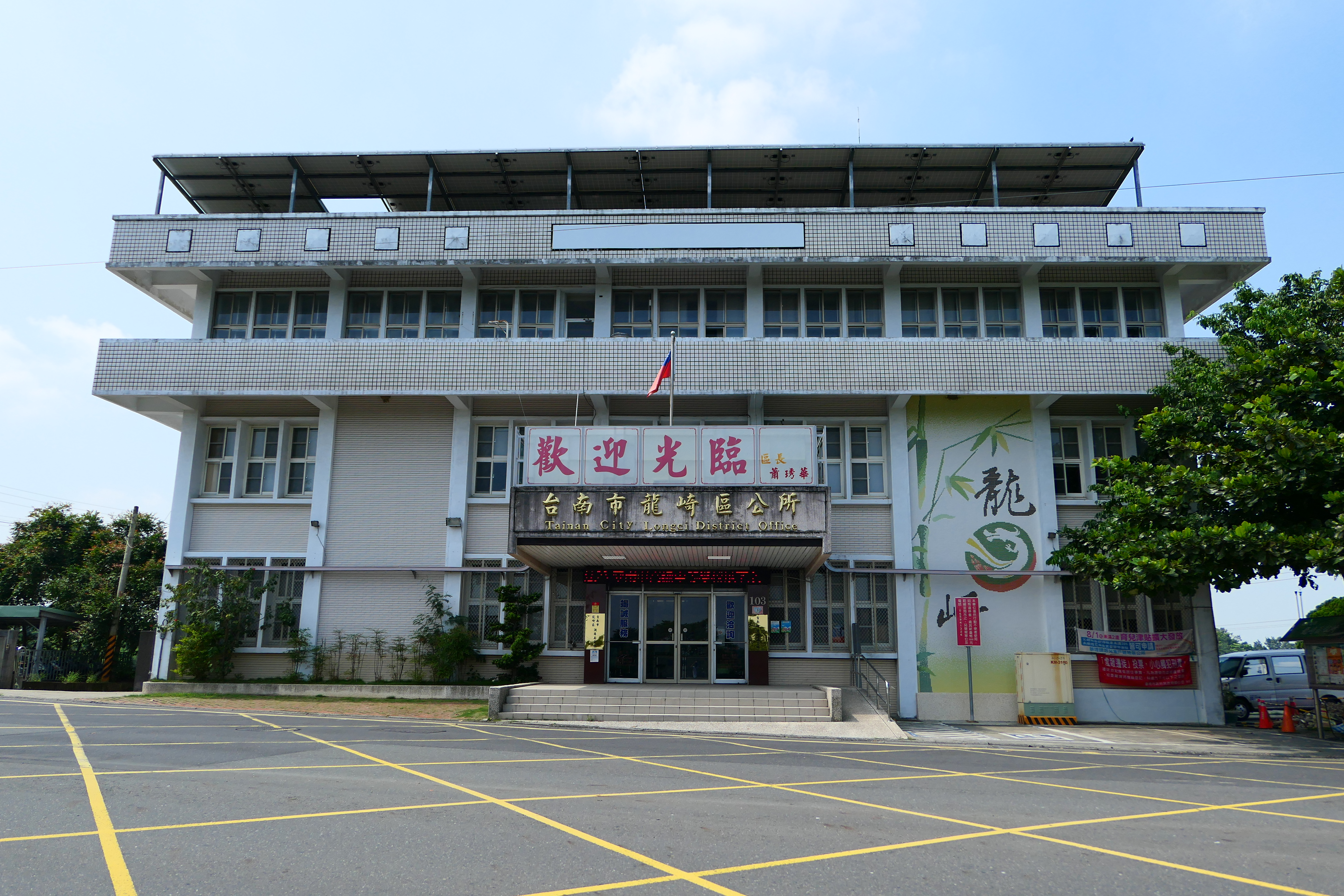
Bezirksamt von Longqi